# Vraní vrch
Vraní vrch je přírodní památka poblíž obce Krhovice v okrese Znojmo v nadmořské výšce 218–232 metrů. Důvodem ochrany jsou xerotermní rostlinná společenstva, na podkladu muskovitických ortorul krhovického krystalinika. Přírodní památka se rozkládá na vrcholu a v části svahů stejnojmenného vrchu o nadmořské výšce 232 metrů.